# Korytarz pod Wronią
Korytarz pod Wronią – jaskinia w orograficznie lewych zboczach Doliny Kobylańskiej. Administracyjnie znajduje się w obrębie wsi Karniowice, w gminie Zabierzów w powiecie krakowskim, w województwie małopolskim. Pod względem geograficznym jest to obszar Wyżyny Olkuskiej wchodzący w skład Wyżyny Krakowsko-Częstochowskiej.

## Opis obiektu
Obiekt znajduje się u podnóży południowej ściany Wielkiej Wroniej Baszty. Jego trójkątny otwór znajduje się za jej odpękniętym zachodnim filarem. Za otworem jest korytarzyk o długości około 4 m, doprowadzający do poprzecznej, niedostępnej dla człowieka szczeliny.
Obiekt powstał w wapieniach górnej jury. Korytarzyk jest suchy i widny. Nacieków brak, na ścianach rosną glony. Ze zwierząt obserwowano ślimaki i pająki.
Obiekt ten wymienili K. Baran i T. Opozda w przewodniku wspinaczkowym w 1983 r.. Jego plan i opis sporządził J. Nowak w 2010 r.

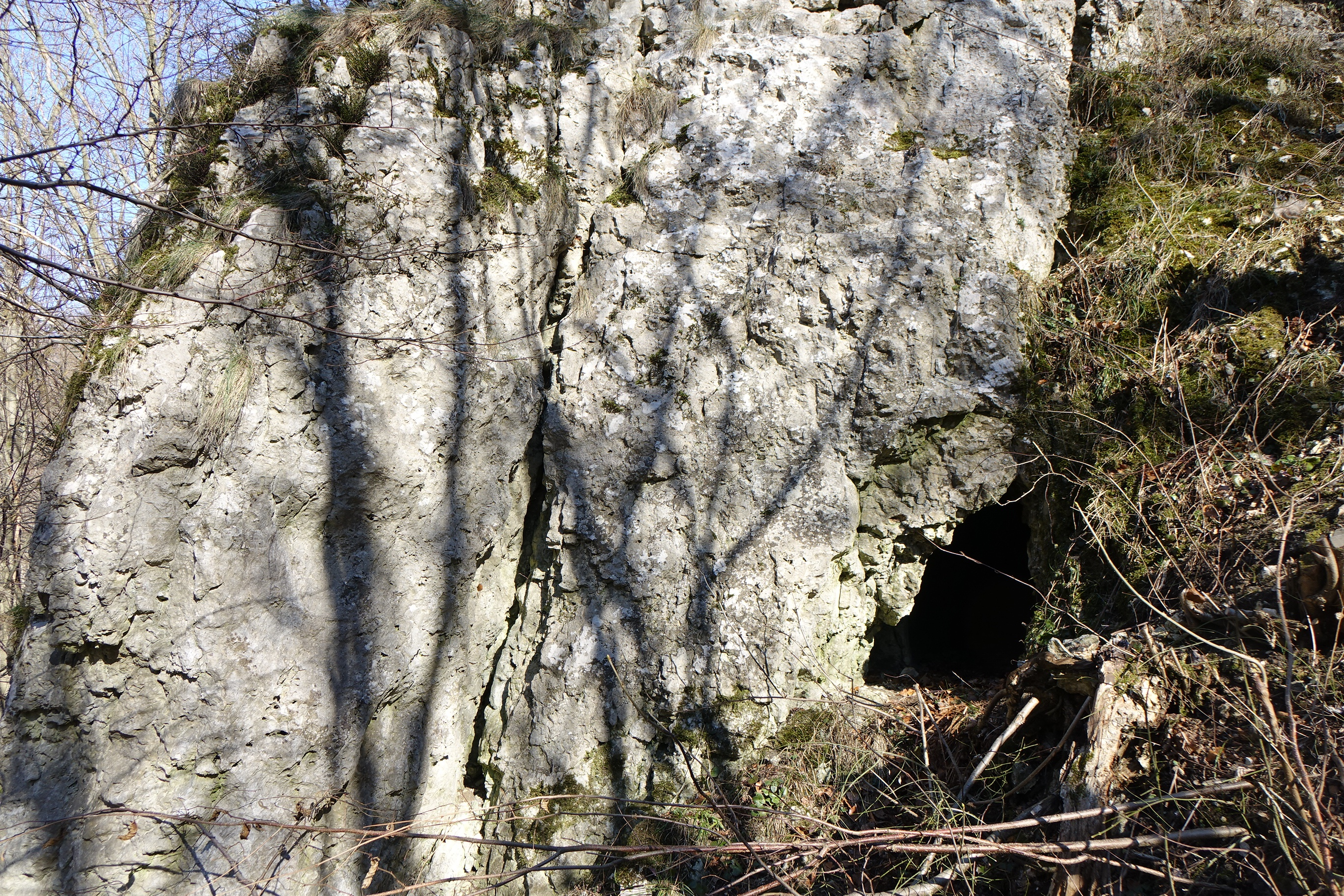
Otwór
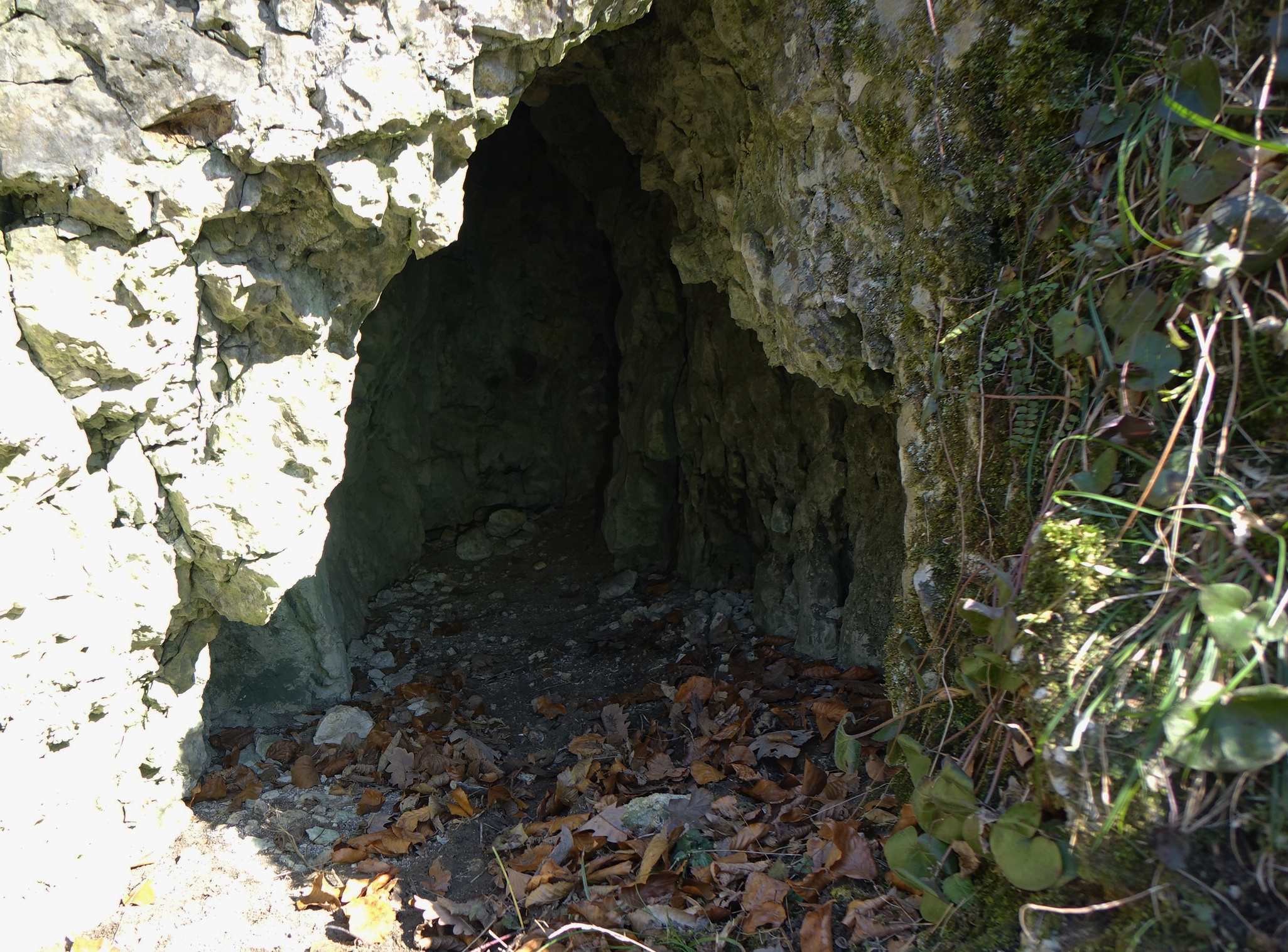
Korytarzyk
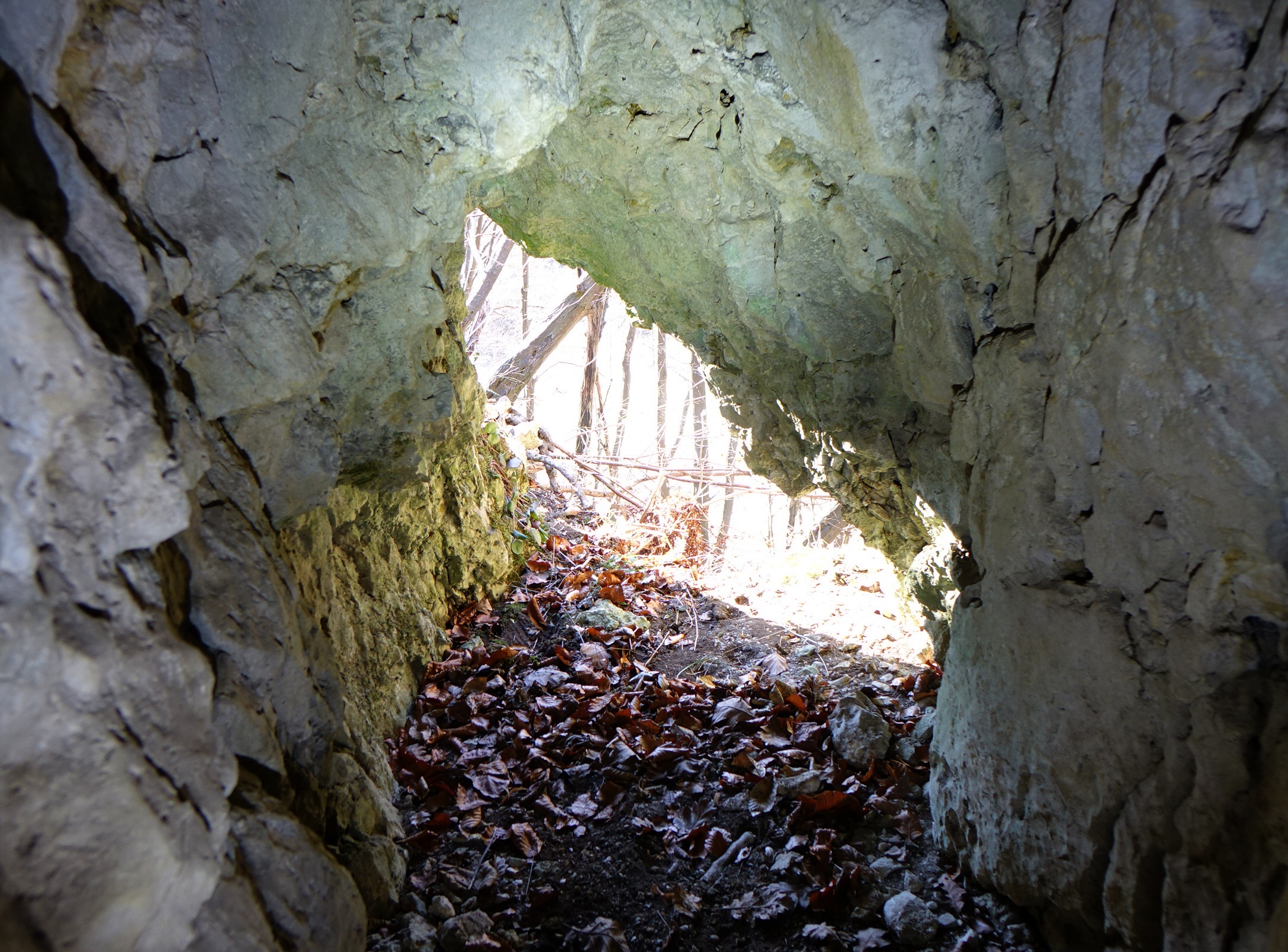
Widok z korytarzyka